# Ipeúna
Ipeúna este un oraș în São Paulo (SP), Brazilia.